# New York Days
New York Days is het zevende muziekalbum dat de jazztrompettist Enrico Rava heeft opgenomen voor ECM Records. De titel verwijst naar de plaats waar het studioalbum is opgenomen, New York, een plek waar Rava in het verleden furore maakte. Het album is opgenomen in de Avatar Studios. Bij dit album werden de Miles Davis-achtige trompetstijl van Rava verbonden met de John Coltrane-achtige stijl van Turner. Deze twee uiteenlopende stijlen worden verbonden door de klassiek geschoolde Bollani, Grenadier en Motian, in dienende rollen, maar die af en toe laten blijken dat ze er zijn.

## Musici
- Enrico Rava – trompet
- Stefano Bollani – piano
- Mark Turner – tenorsaxofoon
- Larry Grenadier – contrabas
- Paul Motian – slagwerk

## Composities
Allen van Rava, behalve de improvisations, deze zijn van het kwintet:
1. Lulu (9:30)
2. Improvisation I (4:20)
3. Outsider (6:10)
4. Certi Angoli Segreti (10:53)
5. Interiors (10 :40)
6. Thank You, Come Again (7 :04)
7. Count Dracula (3:14)
8. Luna Urnbana (7:35)
9. Improvisation II (7:48)
10. Lady Orlando (5:29)
11. Blancasnow (4:22)